# Ƶ
Das Ƶ (kleingeschrieben ƶ) ist ein Buchstabe des lateinischen Schriftsystems. Der Buchstabe besteht aus einem Z/z mit Querstrich. Das Ƶ ist in der Schreibschrift eine häufige Variante des Z, seltener findet man das ƶ in der Schreibschrift als Variante des z.

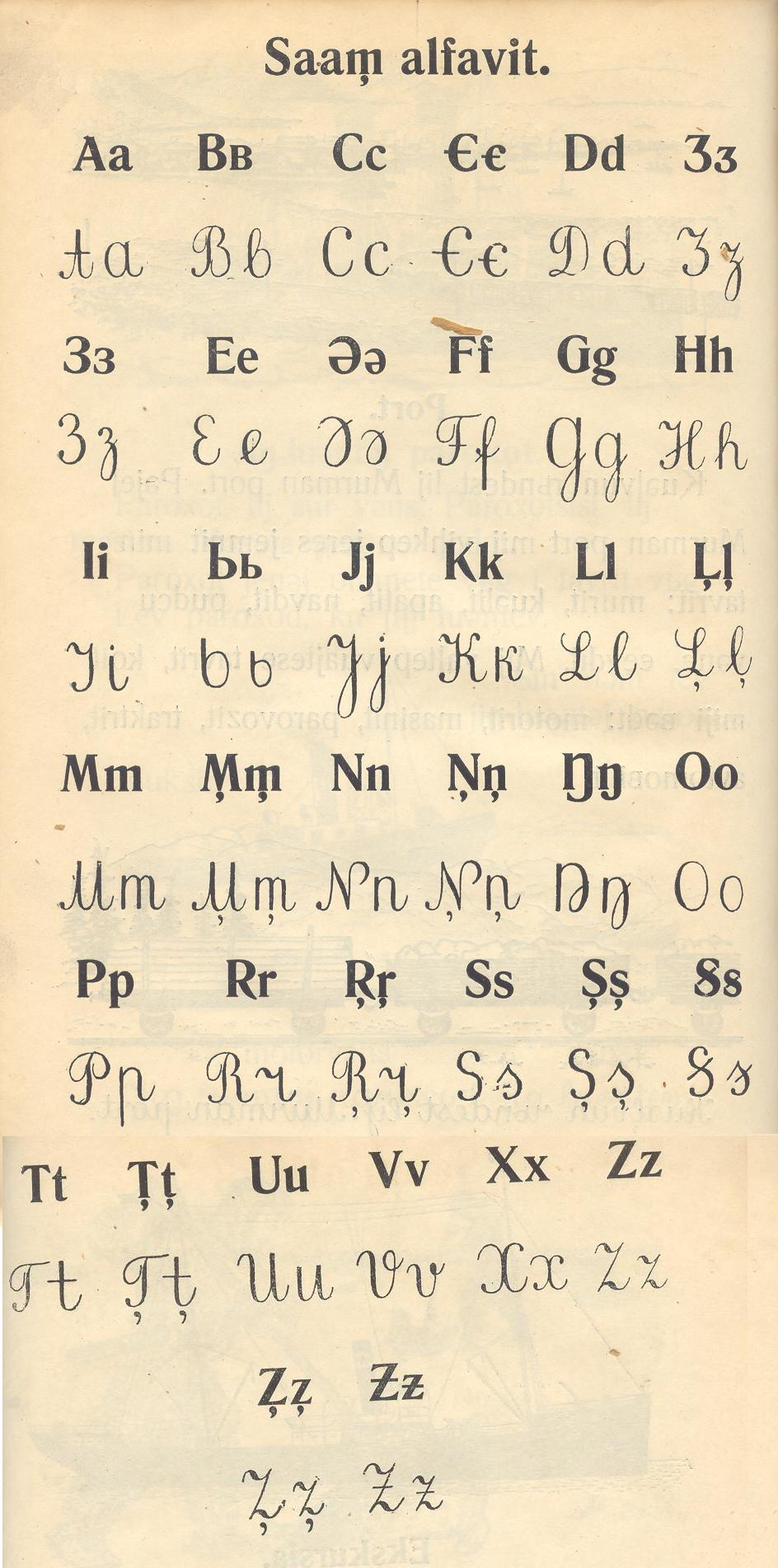
Das kildinsamische Alphabet von 1933 verwendete ebenfalls den Buchstaben Z mit Balken.

Orthographisch wurde der Buchstabe in den 1920er Jahren zur Verschriftlichung verschiedener Turksprachen wie dem Aserbaidschanischen oder dem Tatarischen benutzt. Er wurde zur Darstellung des stimmhaften postalveolaren Frikativs verwendet, fiel jedoch außer Gebrauch, als die Turksprachen auf das kyrillische Alphabet wechselten. Die Sprachen, die später zum lateinischen Alphabet zurückkehrten (außer der tschetschenischen), benutzten das J für diesen Laut.

Abzeichen polnischer Stadtpolizei mit Ƶ

In der polnischen Sprache wird dieses Zeichen sporadisch oder handschriftlich als Ersatz für das Zeichen Ż (Z mit Punkt darüber) verwendet, das ebenfalls einen stimmhaften postalveolaren Frikativ darstellt. Der Buchstabe kommt auch im heute nicht mehr gebräuchlichen lateinischen Alphabet des Kildinsamischen vor.

## Darstellung auf dem Computer
Unicode enthält das Ƶ an den Codepunkten U+01B5 (Großbuchstabe) und U+01B6 (Kleinbuchstabe).